# IACT

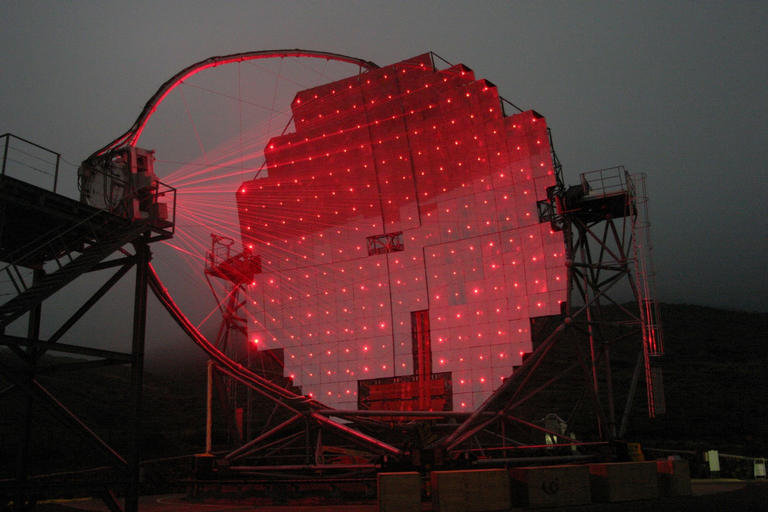
MAGIC, um telescópio Cherenkov em operação na ilha canária de La Palma. Em noites de neblina, podem ser vistos os lasers usados para focalizar os espelhos.

IACT significa Imaging Atmospheric (ou Air) Cherenkov Telescope ou Technique. É um dispositivo ou método para detectar fótons de raios gama de energia muito alta na faixa de energia dos fótons de 50 GeV a 50 TeV.
Existem quatro sistemas IACT operacionais: Sistema Estereoscópico de Alta Energia (HESS), Telescópios Cherenkov de Imagens Gamma Atmosféricas (MAGIC), Primeiro Telescópio Cherenkov G-APD (FACT) e Very Energetic Radiation Imaging Telescope Array System (VERITAS). O Telescópio Experimental Cerenkov Principal Atmosférico (MACE) está em construção em Hanle, Ladakh, Índia e está definido para ser o mais alto e o segundo maior IACT. O Cherenkov Telescope Array (CTA) é um projeto multinacional para construir IACTs de próxima geração e está programado para começar a coleta de dados em 2022.

## Antecedentes
Devido à rápida queda do fluxo de fótons de raios gama de fontes cósmicas neste regime de energia, os detectores baseados no espaço tornam-se ineficazes devido às suas pequenas áreas de coleta, que muitas vezes são limitadas a algumas dezenas ou centenas de centímetros quadrados. No caso do IACT, a atmosfera terrestre é usada como meio de detecção, implicando em uma área de coleta de muitas centenas de metros quadrados. Isso permite que os instrumentos IACT detectem fótons de raios gama em um regime de energia inacessível para instrumentos baseados no espaço.

## Técnica
O IACT funciona captando imagens do flash muito curto da radiação Cherenkov gerada pela cascata de partículas carregadas relativísticas produzidas quando um raio gama de energia muito alta atinge a atmosfera. Esta chuva de partículas carregadas, conhecida como Extensive Air Shower (EAS), é iniciada a uma altitude de 10–20 km. O fóton de raios gama que chega sofre a produção de pares na vizinhança do núcleo de uma molécula atmosférica. O par elétron - pósitron produzido é de energia extremamente alta e imediatamente sofre Bremsstrahlungou "Radiação de frenagem". Essa radiação produzida é em si extremamente energética, com muitos dos fótons passando por uma nova produção de pares. Segue-se uma cascata de partículas carregadas que, devido à sua energia extrema, produz um flash de radiação Cherenkov com duração entre 5 e 20 ns. A área total no solo iluminada por este flash corresponde a muitas centenas de metros quadrados, razão pela qual a área efetiva dos telescópios IACT é tão grande.
O instrumento usado para detectar a radiação Cherenkov geralmente compreende um grande espelho segmentado que reflete a luz Cherenkov em uma série de tubos fotomultiplicadores. Os tubos são acoplados a uma eletrônica rápida que amplifica, digitaliza e registra o padrão ou imagem do chuveiro. O modo de operação mais eficaz é usar um conjunto de telescópios, que podem estar localizados a 70 a 120 metros de distância. A principal vantagem deste modo de operação é que o limite de energia (o pico de sensibilidade) do telescópio pode ser reduzido à medida que múons locais produzidos por chuveiros induzidos por raios cósmicos podem ser eliminados. Isso ocorre porque a luz estreita Cherenkovcone produzido por múons locais será registrado apenas por um único telescópio. A reconstrução do chuveiro e a rejeição do fundo oferecidas por uma série de telescópios fornecem um aumento de ordem de magnitude na sensibilidade e melhor resolução angular e de energia em comparação com um único telescópio. Essa vantagem foi usada com grande efeito pelo conjunto de telescópios HESS, que detectou várias novas fontes de fótons de raios gama de alta energia nos últimos anos.